# Frank Schubert (Rennfahrer)
Frank Schubert (* 5. Juni 1949 in Waldkirchen bei Zschopau) ist ein ehemaliger deutscher Endurosportler.
Während seiner Karriere avancierte er bei der Internationalen Sechstagefahrt 1979 zum punktbesten Einzelfahrer aller Six-Days-Teilnehmer. Mit der Nationalmannschaft wurde er mehrmals Vize-Weltmeister, im Einzelwettbewerb mehrmals Vize-Europameister. 1970 bis 1983 errang er außerdem sechs nationale Titel.

## Sportlicher Werdegang
1968 siegte Frank Schubert, ein gelernter Schmied, als Mitglied des Motorsportclubs MZ Zschopau in der Ausweisklasse bis 175 cm³ und war Juniorenmeister. Ein Jahr darauf wurde er DDR-Vizemeister hinter Peter Uhlig Man nahm ihn als Werksfahrer und Versuchsschlosser in die MZ-Sportabteilung auf.
Seine ersten Six Days bestritt er im Oktober 1970 in Spanien in der Silbervasenmannschaft DDR B. In seiner Hubraumkategorie errang Schubert auf Anhieb Rang zwei. In diesem Jahr wurde er außerdem in der Klasse bis 250 cm³ DDR-Meister.
1971 erhielt er erstmals eine Berufung ins Trophy-Team, mit dem er auf der Isle of Man Dritter der Mannschaftsweltmeisterschaft wurde. Zwölf Monate später war er bereits Vize-Weltmeister. In der DDR-Trophy-Mannschaft kam er insgesamt elf Mal zum Einsatz, errang noch in zwei weiteren Jahren die Vize-Weltmeisterschaft und wurde auch 1976 Dritter.
Bis 1974 wurde Schubert drei Mal Zweiter, 1973 bis 1983 sechs Mal Dritter der Europameisterschaft in der Viertelliterklasse. In den Jahren 1974 bis 1983 holte er sich weitere fünf nationale Titel, insgesamt brachte es Schubert auf sechs DDR-Meisterschaftserfolge.
Seine herausragendste Einzelleistung vollbrachte er bei der Internationalen Sechstagefahrt 1979 in Neunkirchen. Bereits Klassensieger 1975, wurde Schubert dort punktbester Fahrer des gesamten 388-köpfigen Starterfeldes.
Nach den Six Days 1984 beendete er im Alter von 35 Jahren seine Karriere.